# Zadziele (Łąkta Dolna)
Zadziele – część wsi Łąkta Dolna w Polsce położona w województwie małopolskim, w powiecie bocheńskim, w gminie Trzciana. 
W latach 1975–1998 część wsi położona była w województwie tarnowskim.